# Заград (Радече)
Заград (словен. Zagrad) — поселення в общині Радече, Савинський регіон, Словенія. Висота над рівнем моря: 378,8 м.